# Surányi György
Surányi György (Budapest, 1954. január 3. –) magyar közgazdász, egyetemi tanár, az olasz Intesa Sanpaolo bankcsoport regionális vezetője, a CIB Bank, a VUB Bank (Szlovákia), a PBZ Bank (Horvátország) és a BIB Bank (Szerbia) elnöke. A rendszerváltás után a Magyar Nemzeti Bank elnöke 1990 és 1991 közt, még államtitkárként, vagyis kormánytagként (tehát nem a kormánytól független elnök volt), majd később még egyszer, 1995 és 2001 között. A Bilderberg-csoport tagja.
1995-ben jegybankelnökként kulcsszerepet játszott a magyar gazdaság megbomlott egyensúlyának visszaállításában, majd a kiigazító intézkedések következtében felszökő infláció leszorításában, illetve a forint teljes konvertibilitásának megteremtésében. (Második) hivatalba lépésével egyidőben vezették be a forint csúszóleértékelését és 4,5% széles lebegtetési sávját. Hivatali ideje alatt folytatódott a magyar tőkepiacok liberalizációja.
1986 óta a közgazdaságtudományok kandidátusa, 1996-ban habilitált, 1998 óta egyetemi tanár.

## Családja
Felesége 1980 óta dr. Marmoly Judit. Két gyermeke van, Szilvia (1983) és Gábor (1985).

## Pályája
A budapesti VIII. kerületi Németh László általános iskolába járt, majd a belvárosi Kossuth Zsuzsa Gimnáziumba.
1977-ben végzett a Marx Károly Közgazdaságtudományi Egyetemen (ma Budapesti Corvinus Egyetem). Ugyanitt 1979-ben közgazdasági doktori fokozatot szerzett. Kandidátusi fokozatát 1986-ban szerezte. 1996-ban a Budapesti Közgazdaságtudományi Egyetemen habilitált közgazdaságtudományok tudományterületen.
1977 és 1986 között a Pénzügykutató Intézet kutatója, illetve tudományos osztályvezetője volt. Olyan kollégákkal dolgozott itt együtt, mint Bokros Lajos, Asztalos László, Hagelmayer István, Antal László, Bánfi Tamás, Lengyel László, Szalkai István, Kopátsy Sándor, Csanádi Mária, Voszka Éva, Patai Mihály, Várhegyi Éva, Szalai Erzsébet, Matolcsy György, Csillag István, Kupa Mihály, Ábel István és Riecke Werner. Ezután 1987-ig a Világbank konzulense volt Washingtonban. 1988-ban és 1989-ben a kormány gazdaságpolitikai főtanácsosa volt, majd kinevezték az Országos Tervhivatal államtitkárává és ezt a posztot 1990-ig töltötte be. 1990-ben a Magyar Nemzeti Bank (MNB) elnöke volt, de 1991-ben, a jegybanktörvény módosításakor elvesztette ezt az állását (utóda Bod Péter Ákos volt).
1992-ben a CIB Bank vezérigazgatója lett, majd 1995-ben ismét az MNB elnökévé nevezték ki, Horn Gyula szocialista miniszterelnök jelölésére. Bokros Lajossal, a szintén újonnan kinevezett pénzügyminiszterrel együtt alapvető szerepe volt azoknak a gazdaság- és monetáris politikai intézkedéseknek a kidolgozásában és végrehajtásában, amelyek révén Magyarország elkerülte az államcsődöt és néhány év alatt – jelentős megszorítások árán – helyreállította a gazdaság megbomlott egyensúlyát, és gyors növekedési pályára állította azt.
Újabb MNB-elnöki periódusa 2001-ben járt le, ezután az olasz Intesa Sanpaolo bankcsoport közép-kelet-európai vezetője lett, s azóta is ezt a pozíciót tölti be. Ennek keretében 4 régiós bank (CIB, VUB, PBZ, BIB) elnöke. Ezen kívül az olasz bankcsoport, az Intesa Sanpaolo több közép- és kelet-európai leánybankjának munkájában vett részt igazgatósági, illetve felügyelő bizottsági tagként. Egyetemi tanár, a Corvinus Egyetem és a Közép-európai Egyetem (CEU) professzora.

## Első MNB-elnöksége
Első MNB-elnöki periódusa 1990. július 1-jétől 1991. november 30-áig tartott, az addig határozatlan idejű megbízatása az új jegybanktörvény életbe lépésével szűnt meg.

### Megbízatásának megszüntetése, Fidesz
Elnöki megbízatása úgy szűnt meg, hogy a jegybanktörvény módosítása 1991 októberében új elnök kinevezésére adott lehetőséget és a posztot Antall József miniszterelnöktől nem Surányi, hanem Bod Péter Ákos kapta. A magyar médiában gyakran olvasható, meg nem erősített vélemény, hogy ez a fajta kvázi menesztés azzal függött össze, hogy Surányi aláírta a Demokratikus Chartát, amelyet azok hoztak létre – főleg az MSZP és az SZDSZ szimpatizánsi köréből –, akik az Antall-kormányt a demokratikus jogok csorbításával vádolták.
Médiaforrások szerint ekkor Surányi az MDF vezette kormány ellenzékéhez tartozó Fideszhez került közel, bár a párt nem csatlakozott a Demokratikus Chartához, és 1992–1993-ban sokat találkozott Orbán Viktorral, a Fidesz vezetőjével és részt vállalt a Fidesz gazdasági programjának kialakításában is. Később azonban eltávolodott a Fidesztől. Ennek oka nem ismert.
Egy 2000 elején született Élet és Irodalom-cikk úgy véli (egyébként az érintett szerint minden alapot nélkülözve), Orbán már ekkor állami eszközökkel segítette volna a gazdasági növekedést, és Surányi ezzel nem értett egyet.

## Második MNB-elnöksége

### Az előzmények
Surányi György 1995. március 1-jével lett másodszor jegybankelnök, olyan helyzetben, amikor a pénzügyminisztérium és a jegybank azonnali egyeztetett cselekvésére volt szükség ahhoz, hogy az ország elkerülje a fizetésképtelenséget.
Az 1994-es választásokon győztes MSZP-SZDSZ koalíció nyomására már az ősszel távozott az MNB-elnöki székből Bod Péter Ákos. Utódját Horn Gyula miniszterelnök nem nevezte ki, Békesi László február 28-ai távozása után pénzügyminisztere sem volt a hatalmas költségvetési és folyó fizetési mérleg ikerhiánnyal küszködő országnak, ráadásul a Hungarhotels év elején kirobbant privatizációs botránya aláásta a kormány tekintélyét a befektetők szemében. Mindezek miatt hosszú hónapokig késtek a befektetők és a Nemzetközi Valutaalap által is sürgetett, elkerülhetetlen lépések a megbomlott egyensúly helyreállítására és 1995 márciusában az azonnali válság elkerülése érdekében már rohamtempóban kellett hozzáfogni az átalakításhoz.
Surányi György ugyanazon a napon kezdte második jegybankelnöki ciklusát, amikor Bokros Lajos, a Bokros-csomag néven híressé vált költségvetési kiigazítási csomag névadója pénzügyminiszter lett. A kiigazítás lépéseit, amelyek a monetáris politika keretét gyökeresen átalakították, március 16-án jelentették be. Vámpótlékot vezettek be, kilenc százalékkal leértékelték a forintot és bevezették a csúszóleértékelés rendszerét ami az inflációs várakozásokat vezérlő "nominális horgonyként" működött.

## Elnöksége alatt
Az 1994 elejétől tapasztalható, jelentősen emelkedő és magas inflációs várakozások a stabilizációs program meghirdetését követően 1995 márciusa és június között még gyorsult az infláció, onnan kezdve azonban 5 éven keresztül fokozatosan és viszonylag gyorsan mérséklődött. Az infláció 1995 első felében tapasztalt magas szintje hozzájárult a reáljövedelmek elkerülhetetlen csökkentéséhez. Az 1995-ben bevezetett új gazdaságpolitika, szemben az addig szokásos és az IMF által is javasolt ortodox politikával, egy ún. heterodox gazdaságpolitikai keretbe ágyazta a kiigazítást. A költségvetési deficit jelentős mérséklése mellett felhasználta a jövedelempolitikai eszközöket és egy neutrális monetáris politikát. (Az állami kiadáslefaragó lépések közül sokat megsemmisített az Alkotmánybíróság.) Az infláció így 1995-ben harminc százalék fölé emelkedett, ezért magasba szöktek az MNB kamatai és a kereskedelmi banki kamatok is.
A kiigazítási lépések eredményeképpen azonban 1995-től visszaesett az államháztartási és a külső hiány, majd évről évre az éves visszatekintő infláció is jelentősen csökkent: 1995 júniusában 31%-on tetőzött, a következő év végén 23,6%, 1997 végén 18,3, 1998 végén 14,3, 1999 utolsó hónapjában pedig kereken 10,0% volt. E folyamat töretlen sikere nagy nemzetközi tekintélyt szerzett a magyar jegybankelnöknek. Eközben részben megnyitották a magyar tőkepiacokat a külföldi vásárlók számára, azaz részlegesen konvertibilissé vált a forint.
Ugyanakkor az 1995-ben kialakított monetáris politikai háttér kialakításakor is világos volt, hogy sikeres működés esetén is középtávon szükségessé válik majd a változtatás. A nominálisan magas hazai kamatok és a javuló gazdasági mutatók éveken át jelentős külföldi tőkebeáramlást vonzottak, ami folyamatosan a szűk, 4,5%-os lebegtetési sáv erős szélére tapasztotta a forintot. Fennállt azonban annak a veszélye, hogy ha a külső és/vagy belső feltételek romlanak és a rövid távú kamatelőnyre játszó tőke elmenekül, a forint villámgyorsan a sáv másik szélére gyengülhet, ahol az MNB-nek forintot vásárolva kell védenie a hazai fizetőeszközt – amíg el nem fogy az ország devizatartaléka. (Emiatt Surányi György többször is azt nyilatkozta, hogy az országnak nincs szüksége a "forró tőkére", s a spekulatív tőke beáramlást megfelelő eszközökkel korlátok között lehetett tartani.) Ugyanakkor a külföldi kereskedelmi partnerekhez mérten még mindig magas magyar infláció miatt a forint reálértékben évről évre felértékelődött, a felértékelődés mértéke a gazdaságpolitika szándékainak megfelelően megegyezett a hazai és a külföldi gazdaságok termelékenysége különbségének mértékével. Ezért ez a reálfelértékelődés összhangban volt a magyar gazdaság versenyképességének javulásával és így indokolt volt az forintnak a sáv erős szélén való tartózkodása. 2000 nyarán két olyan külső ársokk (olajár, élelmiszerár) érte a magyar gazdaságot, amely megállította és kismértékben, de megfordította az éveken át tartó dezinflációt.
Amikor világossá vált, hogy a fennálló keretek sem az infláció további csökkentésére, sem a forintpiac további liberalizációjára nem alkalmasak, Surányi javaslatot tett az Orbán Viktor vezette kormánynak egy rugalmasabb árfolyamrendszer bevezetésére. Ennek részletei ma sem ismertek, mindenesetre a kormány akkor visszautasította a javaslatot és csak jóval később, 2001 közepén, már Járai Zsigmond elnöksége alatt került sor a lebegtetési sáv kiszélesítésére és a forint teljes konvertibilitásának megteremtésére. Surányit 2001. március 1-jén váltotta Járai az elnöki székben.

### Viszonya a kormánypártokkal
Mire az árfolyamrendszer-javaslatot megtette, Surányi viszonya a kormánykoalícióval már mélyponton volt, olyannyira, hogy többször is távozásáról, vagy elmozdításáról röppentek fel pletykák. Bár a kormány hivatalos pénzügypolitika-formálói mindig cáfolták a Surányi lemondatásának szándékáról szóló pletykákat, kormánypárti politikusok – főleg a Független Kisgazdapárt politikusai – visszatérően bírálták az elnököt, erre főképp az MNB eladott bécsi leánybankja, a több tízmilliárd forintos veszteséget termelő CW Bank botrányát felhasználva: bár a különböző szocialista országbeli titkosszolgálatok egyik számlavezetőjeként is működött CW bankkal kapcsolatos gondokra Járai Zsigmond pénzügyminiszterként már 1998-ban felhívta a figyelmet, Surányi hosszan ellenállt a CW felszámolására vonatkozó kérésnek. Amikor az utólagos könyvvizsgálói jelentés megállapításai nyomán Surányi vezetői prémiumát felére csökkentették, a pénzügyminisztert éles ellenzéki sajtótámadások érték (a konfliktusról bővebben Járai A pénz beszél című könyvében számol be). Ugyanakkor a Parlament a CW ügyet vizsgáló – fideszes többségű – bizottságának vizsgálata – az 1998 és 2002 közötti ciklusban egyetlenként – konszenzusos jelentéssel zárult, amely tudomásul vette a Surányi vezette jegybank CW-vel kapcsolatos szakmai tevékenységét.
Viszonya a legnagyobb kormánypárttal, a Fidesszel már az 1998-as választások előtti időszak óta rossz volt, a választások előtt ugyanis nyilvánosságra került egy olyan MNB-elemzés, amely a Fidesz gazdasági programját bírálta keményen. A Fidesz politikusai azt feltételezték, hogy az anyag Surányi tudtával került a szocialistákhoz, akik fel is használták választási kampányukban. (Nehezen ellenőrizhető politikai pletykák szerint a Horn Gyulával folytatott TV-vitát követően Orbán Viktor rendkívül zaklatott volt a Horn által hivatkozott tanulmány miatt, ezért a választások után "Surányi vérét akarta látni", de közvetlen munkatársai meggyőzték, hogy az MNB-elnök rendkívüli menesztése a már kibontakozóban levő orosz pénzügyi válság közepette túl nagy kockázattal járna.)

#### Későbbi viták
A politikai súrlódások ellenére, amelyek végigkísérték második elnökségének második felét, Surányi lett az első jegybankelnök a rendszerváltozás óta, aki végig kitöltötte mandátumát. A forint lényegében teljes konvertibilitását még ő teremthette meg, viszont a csúszóleértékelésből való kilépést az a Járai Zsigmond hajtotta végre, aki korábban pénzügyminiszterként még nem látta elérkezettnek az időt, hogy elfogadja Surányi hasonló javaslatát. A deviza tranzakciók teljes belföldi liberalizálása (a rövidlejáratú tőkebeáramlás korlátainak felszabadítása, illetve a belföldi jövedelemtulajdonosok közötti szabad devizatranzakciók lehetővé tétele) amelyet szintén a Járai vezette jegybank valósított meg akkor is és azóta is Surányi által vitatott. Ezek máig ható viták forrása a magyar közgazdászok között is.
Surányi a későbbiekben más okokból is bírálta a Magyar Nemzeti Bank monetáris politikáját. Többek közt hibának tartotta a megalapozatlan erőfeszítéseket az eurózónába való belépés feltételeinek szerinte erőltetett ütemű teljesítésére, az infláció mesterséges és ezért fenntarthatatlan leszorítását (de ugyanígy bírálta a gazdaság egyensúlyát megbontó kormányzati politikát is).

## Konvergencia-tanács
2006-ban Gyurcsány Ferenc miniszterelnök felkérésére részt vett az ország átdolgozott, jelentős egyensúlyjavító megszorításokat tartalmazó euró-konvergenciaprogramját véleményező Konvergencia Tanácsban, Bogsch Erikkel és Simor Andrással együtt. Miután az év őszén a pénzügyi piacokon évek óta először hitelesnek tekintett programot beadták az Európai Bizottságnak, a Tanács befejezte működését (bár például Simor szívesen folytatta volna a munkát a program végrehajtásának figyelésével). Megnövekedett feladataira hivatkozva mondott le Surányi igazgatósági tagságáról a Magyar Telekomban.

## MNB-elnökjelölt, miniszterelnök-jelölt
2007-ben, Járai Zsigmond mandátumának lejártával az ő neve is – immár harmadszor – felmerült az MNB-elnökjelöltek sorában, több párt is támogatta volna, de a miniszterelnök nem. Végül a miniszterelnök Simor Andrást jelölte a posztra.
2009-ben – miután Gyurcsány Ferenc miniszterelnök március 21-én bejelentette, hogy átadja a helyét egy olyan miniszterelnöknek, aki képes parlamenti többséget biztosítani az elengedhetetlenül szükséges gazdaságpolitikai kiigazításnak – a kisebbségben kormányzó szocialisták és az ellenzéki Szabad Demokraták Szövetsége tárgyalásain Surányi György neve is felmerült. Miután a szocialisták Glatz Ferenc és Vértes András mellett lehetséges jelöltként nevezték meg és támogatásukról biztosították a szabad demokraták is, ő látszott az esélyes jelöltnek. Surányi azt szabta feltételül, hogy valamennyi parlamenti párt valamilyen fokon támogassa. A közvéleménykutatásokat vezető Fidesz azonban előrehozott választásokat követelt, ezért Surányi nem vállalta a miniszterelnöki posztot.

## Egyéb korábbi funkciói, díjai
Az MNB elnökeként kétszer is a Magyarországot képviselő Kormányzó volt a Nemzetközi Valutaalapban. Tagja volt a Kék Szalag Bizottságnak (hazai és külföldi szakemberek az első szabadon választott magyar kormány részére készítettek gazdaságpolitikai javaslatot), a Magyar–Amerikai Vállalkozási Alapnak, az ENSZ Fejlesztési és Tervezési Bizottságának, az Európai Újjáépítési és Fejlesztési Bank (EBRD) Tanácsadó Testületének. Tagja volt a Capital International Ltd. tanácsadó testületének, a Nemzetközi Közfinanszírozási Intézetnek (International Institute of Public Finance) és a New York-i EastWest Institute igazgatóságának.
2005-től a Brüsszeli Európai és Globális Gazdasági Laboratórium igazgatótanácsának tagja.

### Díjai, elismerései
- 1993-ban a Világgazdasági Fórumtól (World Economic Forum) a Világ Holnapi Vezetője (Global Leader of Tomorrow) címet kapta.
- 1996-ban és 2000-ben elnyerte a Central European magazin díját.
- Elnyerte a Euromoney magazin „Az év legjobb közép-európai jegybankelnöke” díját.
- Háromszor elnyerte a Global Finance magazin legmagasabb, A osztályzatát a jegybank elnökök eredményességét minősítő értékelésben.
- 2002-ben a Magyar Köztársasági Érdemrend középkeresztje a csillaggal érdemrenddel tüntették ki.
- Radnóti Miklós antirasszista díj (2023)

### Bilderberg csoport
Azon kevés magyarok egyike, aki tagja volt a sokat támadott globalista[forrás?] Bilderberg-csoportnak, melyet a holland királynő alapított. Ez a csoport évente egyszer tart gyűlést a "világ-elit" számára 1954 óta. Surányi három alkalommal volt jelen:
- 1996. május 30. – június 2., Toronto, Kanada
- 1997. június 12-15., Lake Lanier, Georgia, USA
- 1999. június 3-6., Sintra, Portugália
- Forrás: 17:10-től https://www.youtube.com/watch?v=K8gLERx5JzQ#t=1061

## Művei
- Terv és beruházás. 1976-78; Pénzügykutató Intézet, Bp., 1980 (Pénzügykutatási Intézet)
- Bokros Lajos–Surányi György: Piac és pénz a modern gazdaságban; Közgazdasági és Jogi, Bp., 1985
- Magyarország gazdasági helyzete, a gazdaság fejlesztésére irányuló törekvések; szerk. Surányi György; Müszi Rt., Bp., 1990
- Álomcsőd. Interjúk a válságról. Bajnai Gordon, Bogsch Erik, Demján Sándor, Farkas István, Felcsuti Péter, Heim Péter, Jaksity György, Kovács Árpád, Simor András, Surányi György; riporter Martin József Péter, Várkonyi Iván; Alinea, Bp., 2010
- Lengyel László–Surányi György: Határátkelés. Beszélgetőkönyv; Pesti Kalligram, Bp., 2013